# David Lafleche
David Lafleche est un guitariste, d’auteur-compositeur-interprète, directeur musical et réalisateur d'albums québécois né le 27 janvier 1972. Il est le fils du directeur musical et chef d'orchestre Jacques Laflèche et de Hélène Levasseur, chanteuse des Milady's et neveu de Gisele Mackenzie Laflèche, une chanteuse légendaire canadienne dans les années 1960-1970. David découvre la guitare électrique et se rend à Boston pour l'étudier, au Berklee College of Music.

## Biographie
Au décès de son père à 18 ans, il lâche ses cours d'économie pour se lancer en musique, il débuta dans les bars, de bouche à oreilles, il se retrouve musicien sur le plateau en 1997 de Fa Si La Chanter animée par Patrick Bourgeois, dirigé par Charles "Charlot" Barbeau dont il a appris rapidement à développer son oreille vu que l'émission était une quotidienne.Après une audition pour Les Mordus, animée par André Robitaille il devient tranquillement directeur musical de plusieurs émissions telles que Ce soir, on joue, Palmarès, Pénélope Mcquade, Bons baisers de France, On connait la chanson, de plusieurs gala dont l'Adisq, il fait le thème de Allô Pierre-L'Eau, plusieurs festivals dont le 24h Mont Tremblant. Il fait, La Voix et La Voix Junior..
Il a construit son studio dans les bois des Laurentides, le Three House Music Collective, dont il a réalisé les albums de Julie Bélanger, Andy Bast, Céleste Lévis, Il a fait aussi la musique du film Starbuck

## Vie privée
Il est en couple avec Marie-Mai entre 2016 et 2022. Ils ont eu une fille, Gisèle, le 15 février 2017.